# Поляков, Илья Михайлович
Илья Михайлович Поляков (16 сентября 1905, Харьков, Харьковская губерния, Российская империя — 4 ноября 1976, там же, УССР, СССР) — советский и украинский биолог, историк науки, член-корреспондент АН УССР (1948).

## Биография
Родился Илья Поляков 16 сентября 1905 года в Харькове. В 1926 году окончил Харьковский институт народного образования. Будучи выпускником института, с 1925 по 1934 год преподавал в Коммунистическом университете в Харькове. С 1932 по 1941 и с 1944 по 1948 годы занимал должность заведующего кафедрой ХарьГУ. В 1941 году, в связи с началом ВОВ, сотрудники ХарьГУ были эвакуированы в Томск, где с 1941 по 1944 год занимал должность профессора ТомскГУ. В 1944 году вернулся обратно в Харьков, и приступил к своей должности, которая была прервана войной. С 1947 по 1956 год работал в институте генетики и селекции АН УССР в качестве научного сотрудника. С 1956 по 1963 год повышен в должности до заместителя директора этого же института, а в 1963 году был заведующим лабораторией и проработал до 1974 года, после чего вышел на пенсию.
Скончался Илья Поляков 4 ноября 1976 года в Харькове.

## Научные работы
Основные научные работы посвящены экспериментальной ботанике, теоретическим проблемам биологии и дарвинизма, истории биологии.
- Анализировал труды Чарльза Дарвина, Жан Батиста Ламарка, Ильи Мечникова, А. Т. Болотова и других.
- Обосновал представление о трёх фазах оплодотворения цветковых растений.

## Научные труды
- Общая биология.— 1935—36.
- Курс дарвинизма.— 1941.
- Жан Батист Ламарк и учение об эволюции органического мира.— М.: Высшая школа, 1962.— 267 с.
- История биологии.— 1972 (кн. 1); 1975 (кн. 2).

## Список использованной литературы
- Биологи. Биографический справочник.— Киев.: Наук. думка, 1984.— 816 с.: ил